# Polytela duhemi
Polytela duhemi är en fjärilsart som beskrevs av Charles E. Rungs 1943. Polytela duhemi ingår i släktet Polytela och familjen nattflyn. Inga underarter finns listade i Catalogue of Life.